# Ніколи в неділю
Ніколи в неділю (грец. Ποτέ Την Κυριακή) — грецька чорно-біла кінострічка, романтична комедія, створена режисером Жулем Дассеном 1960 року. В головних ролях знялися Меліна Меркурі (Ілля) і Жуль Дассен (Гомер).

## Сюжет
Стрічка розповідає історію Іллі, повії, яка живе в Пірейському порту і щонеділі робить собі вихідний, та Гомера, американського туриста — філолога-класика, закоханого в усе, що стосується Греції. На думку Гомера, стиль життя Іллі типовий приклад деградації грецької класичної культури, він намагається направити її на шлях моральності. Історія стосунків Іллі та Гомера дещо нагадую видозмінену історію Пігмаліона.

## Актори
- Меліна Меркурі — Ілля
- Жуль Дассен — Гомер
- Йоргос Фундас — Тоніо
- Тітос Вандіс — Йорго
- Міцос Лігізос — капітан
- Деспо Діамантіу — Деспо
- Дімос Стареніос — Пубелль
- Дімітріс Папаміхаель — моряк
- Алексіс Соломос
- Танасіс Венгос
- Федон Георгіціс
- Нікос Фермас

## Нагороди
Основну музичну тему бузукі спеціально для кінострічки створив грецький композитор Манос Хадзідакіс, його хист був удостоєний премії Американської кіноакадемії «Оскар». Крім того фільм був номінований на «Оскар» за найкращу актрису у головній ролі (Меліна Меркурі); найкращий дизайн костюмів, найкращу режисуру (режисер Жуль Дассен) і найкращий сценарій. Меліна Меркурі отримала нагороду за найкращу жіночу роль на Каннському кінофестивалі 1960 року.